# Crise existentielle
 (février 2018).
Si vous disposez d'ouvrages ou d'articles de référence ou si vous connaissez des sites web de qualité traitant du thème abordé ici, merci de compléter l'article en donnant les références utiles à sa vérifiabilité et en les liant à la section « Notes et références ».
 (mars 2018).
- Si vous ne connaissez pas le sujet, laissez ce bandeau (vous pouvez alors contacter les auteurs).
- Si vous supprimez le contenu mis en cause (vous pouvez préalablement contacter les auteurs),

argumentez précisément cette suppression dans la page de discussion
(un manque de référence n'est pas un argument ; une recherche réelle de référence doit avoir été effectuée, être formellement documentée).

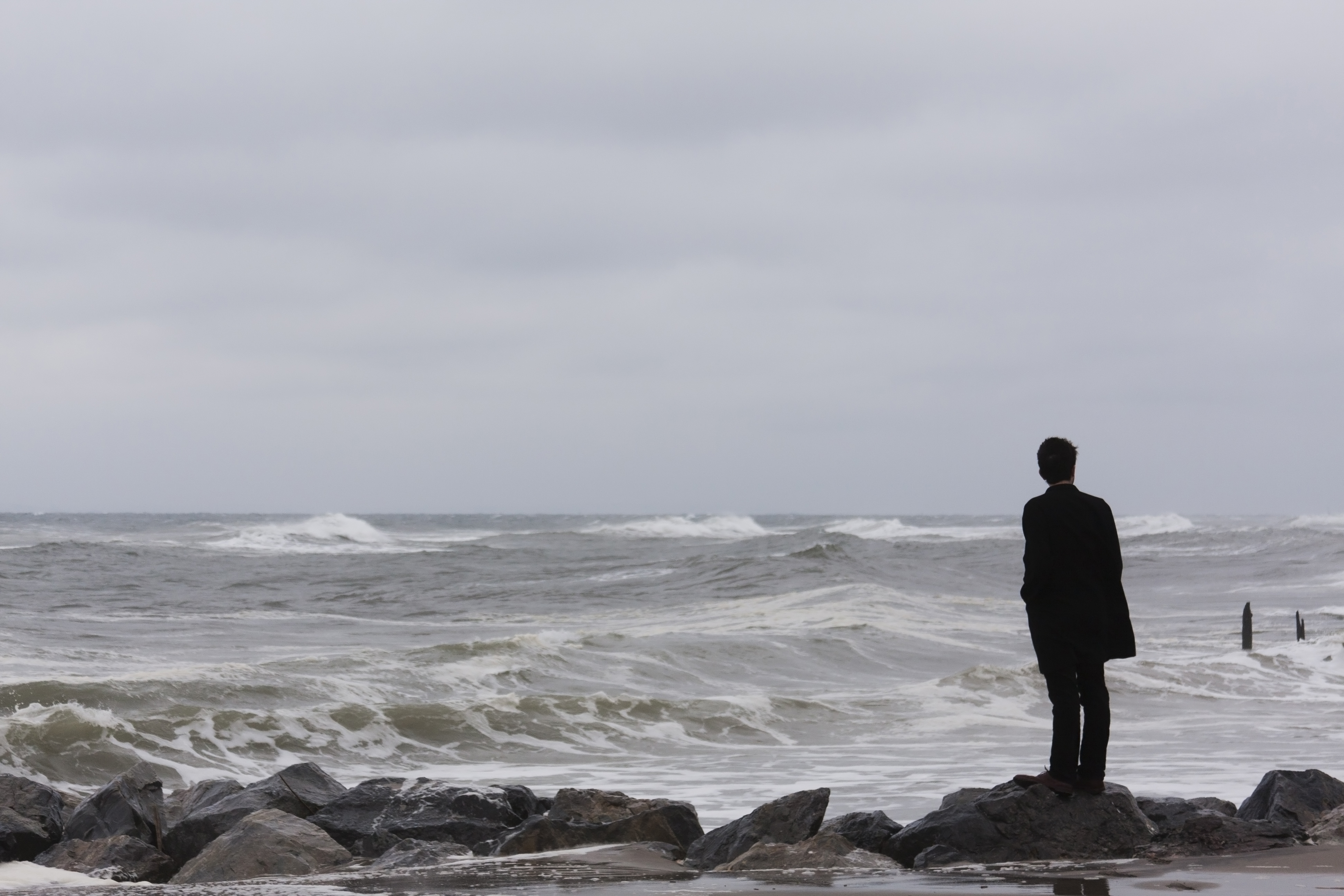
Un homme debout sur le rivage, semblant plongé dans une réflexion existentielle.

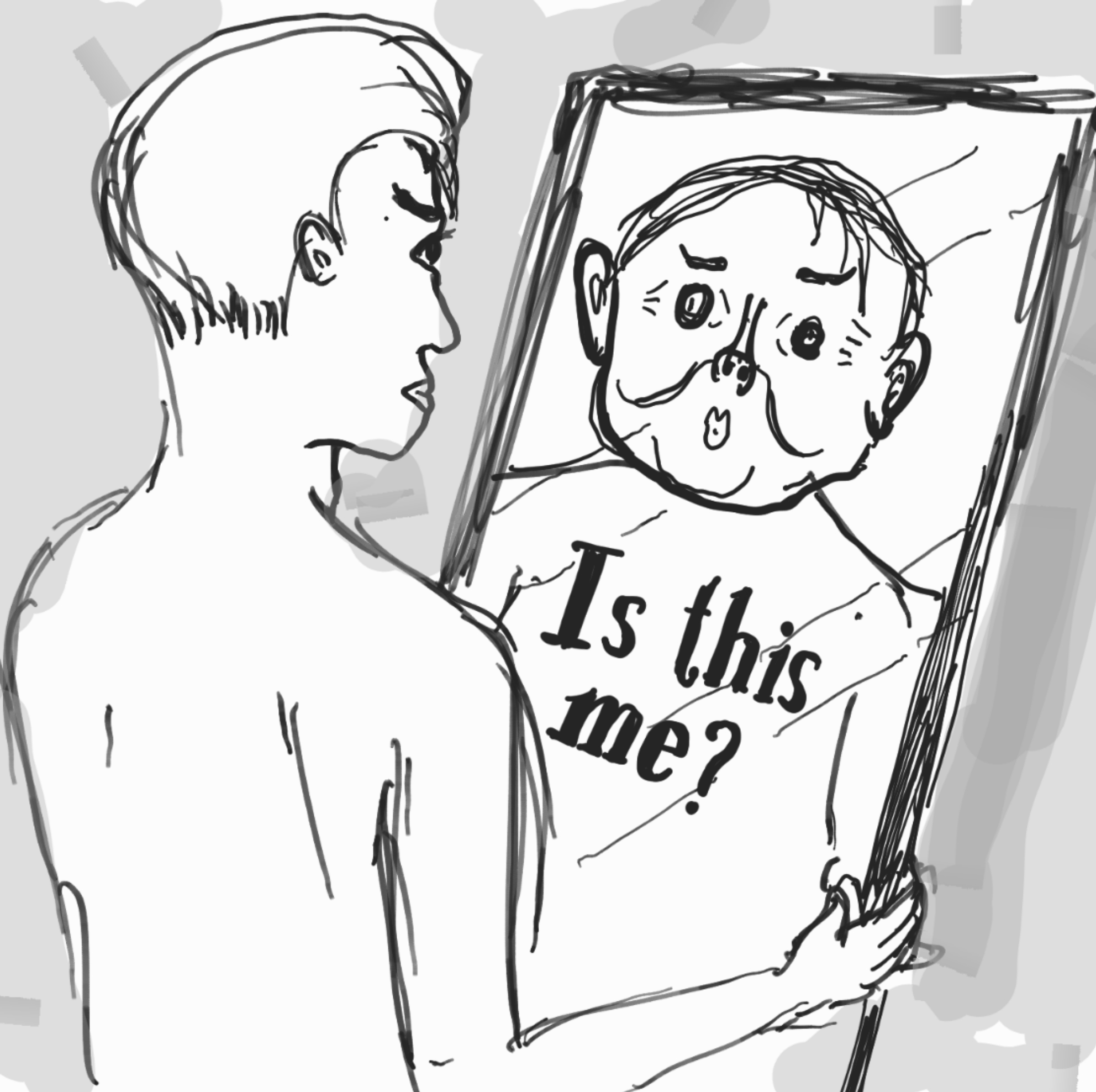
Dépersonnalisation et remise en question

Au sens étymologique, "Crisis" en latin désigne une situation "d'urgence où il faut prendre une décision". Une crise existentielle (ou crise de la vie) se caractérise par des questionnements sur le sens profond de l'existence ; c'est un moment où tout semble perdre sens, jusqu'à l'identité même de la personne. Cette crise se révèle à un stade de sa vie où l'individu se demande si sa vie a un sens, un but ou de la valeur. Ce phénomène est souvent mais pas nécessairement lié à une dépression. La question du sens et du but de l'existence est un sujet traité par le mouvement philosophique existentialiste.

## Description
Une crise existentielle peut être assimilée (à tort), ou être accompagnée des troubles suivants (liste non exhaustive) :
- Dépression[5]
- Trouble de la dépersonnalisation
- Trouble de la personnalité borderline
- Trouble de la personnalité schizoïde
- Trouble obsessionnel compulsif
- Alcoolisme
- Agrypnie
- Isolement social
- Insatisfaction de sa propre vie[6]
- Traumatisme psychologique majeur
- Prise de psychotropes
- Le sentiment d’être seul et isolé du monde[6]
- Une nouvelle compréhension ou appréciation de sa propre mortalité, à la suite du diagnostic d’une maladie incurable
- Le sentiment que sa propre vie n’a pas d’intérêt ou de sens externe
- L’incertitude à propos de la vieillesse, de la vie après la mort
- La peur de la mort ou de son inéluctabilité[7]
- La recherche du sens de la vie
- Un sens de la réalité ou la perception du monde ébranlé[7]
- Une expérience extrêmement plaisante ou négative qui laisse un individu à la recherche de sa raison de vivre
- La prise de conscience que l’Univers est si vaste, si complexe, si mystérieux et/ou généralement au delà de la compréhension humaine individuelle ou collective.

Une crise existentielle est souvent provoquée par un événement marquant : traumatisme psychologique, mariage, séparation, perte importante, décès d'un être cher, expérience mettant la vie en danger, nouveau partenaire amoureux, consommation de drogues psychoactives, progéniture quittant le domicile familial, atteinte d’un âge significatif (16 ans, 40 ans, etc.), etc.
Généralement, cette crise provoque chez le souffrant une introspection concernant sa propre mortalité et révélant l’origine de son refoulement. L'individu se met à douter de tout et voit de moins en moins de sens dans ses propres objectifs de vie.

## Existentialisme

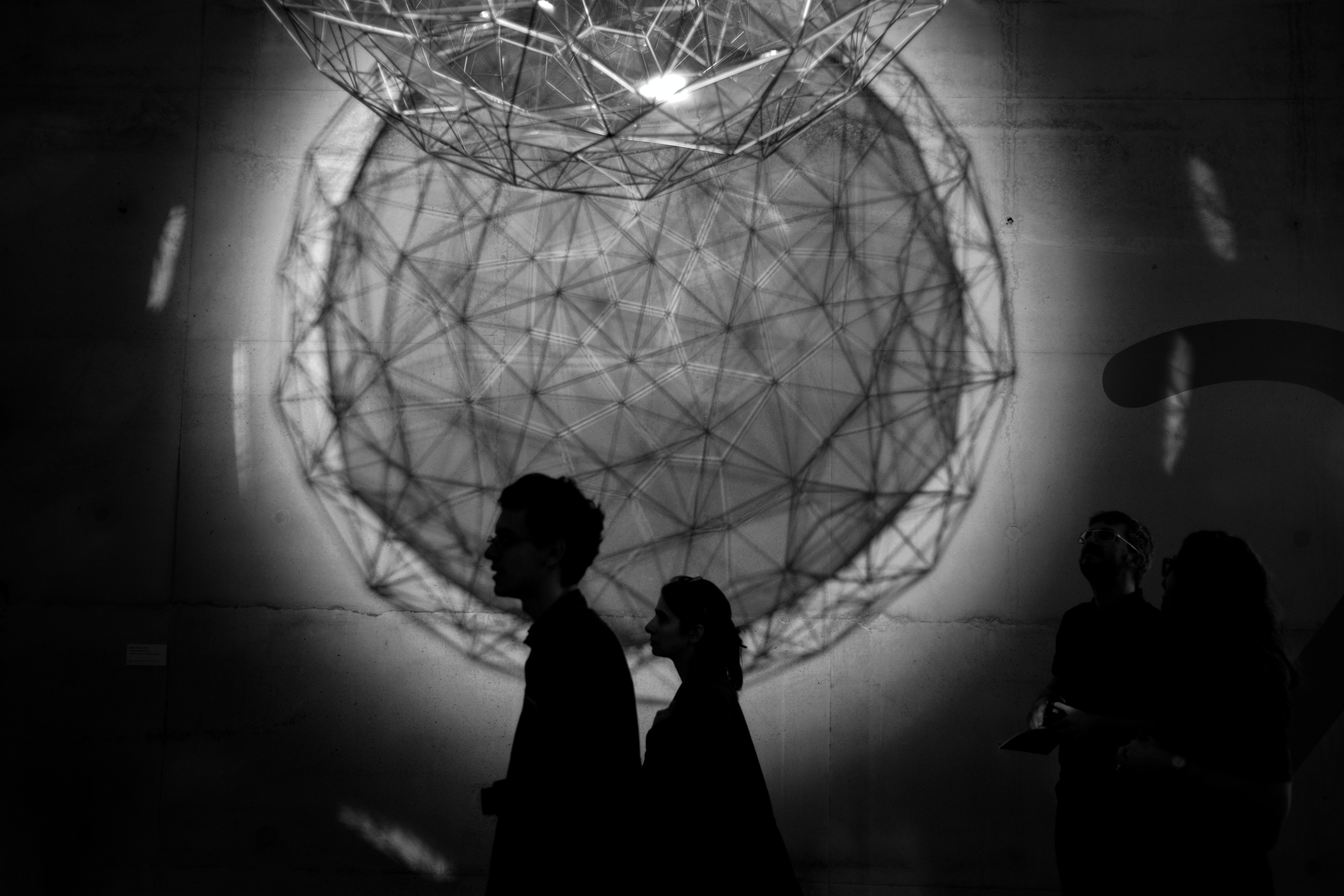
Questionnement sans fin

Une crise existentielle peut ressembler à l'anomie (les conséquences de l'absence de normes sur l'état d'un individu) ou à une crise de la quarantaine. Elle survient d'ailleurs très souvent autour de la cinquantaine.Une crise existentielle peut provenir de la nouvelle perception qu'un individu a de la vie et de l'existence. Par analogie, l'existentialisme postule qu'une personne peut et définit le sens de sa vie et de sa raison d'être, et de ce fait doit choisir de résoudre cette crise de l'existence.L'existentialisme s'inscrit comme philosophie de vie envers les êtres humains. Elle défend l'idée que l'humain se construit à travers ses actions tout au long de la vie.
Dans l'existentialisme, l'expression "crise existentielle" désigne spécifiquement la crise d'un individu lorsqu'il reconnaît l'obligation de définir sa vie à travers des choix. La crise existentielle se produit lorsque l'individu comprend que même la décision de ne pas agir ou de refuser de consentir à quelque chose est, en elle-même, un choix. En d'autres termes, l'humanité est "condamnée" à être libre. De plus, une fois qu'un individu a terminé une crise existentielle, il peut plonger dans une autre, ou ne pas en être complètement sorti.

## Psychologie
En psychologie, le terme « crise existentielle » regroupe différents moments liés à un changement d'époque de la vie : crise d'adolescence, crise du quart de vie, crise de la quarantaine, mais aussi crise de l'entrée en vieillesse.
Pour le médecin Kazimierz Dąbrowski, une crise existentielle peut s'inscrire dans un processus de désintégration positive, et être utile, voire nécessaire à la construction de la personnalité.

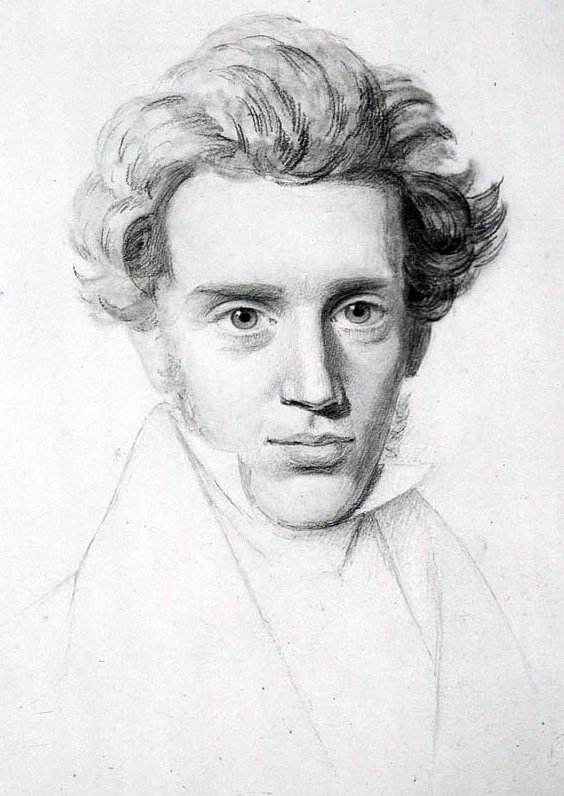
Soren Kierkegaard.

## Contexte culturel
C'est au XIXe siècle que Kierkegaard a identifié que l'angoisse et la crise existentielle pouvaient apparaître lorsque l’individu se trouve dans l'incapacité de gérer des événements inattendus et extrêmes dans son existence. Nietzsche a élargi ce point de vue en suggérant que "Dieu est mort", c'est-à-dire la perte collective de foi en la religion et en une morale traditionnelle, créait une crise existentielle plus large. Il propose une autre voie : l'individu doit penser à lui-même et reprendre le pouvoir sur sa propre vie.
En effet, la crise existentielle a été considérée comme un accompagnement inévitable du modernisme. Alors que Durkheim considère les crises individuelles comme un produit de pathologies sociales et d’un manque de normes collectives, certains ont affirmé que l'existentialisme est né de la crise moderne ; de la perte de sens à travers le monde moderne.

#### Ouvrages
- Christiane Singer, Du bon usage des crises, éditions Albin Michel, 1996.
- Vincent Légaut, Réflexion critique et crise existentielle : chez Fichte et Sartre, thèse sous la direction de Françoise Dastur, Université Paris-Est Créteil Val de Marne (UPEC), 1999. Notice sur Sudoc.
- Lisbeth von Benedek, La crise du milieu de vie: Un tournant, une seconde chance, édition Eyrolles, 2015. Lire sur Google Books

#### Articles & chapitres d'ouvrage
- Danielle Quinodoz, « La crise existentielle du “milieu de la vie ?' : la porte étroite », Revue française de psychanalyse, 2005/4 (Vol. 69), p. 1071-1086. Lire en ligne
- Andreoli, A., « Les crises existentielles comme problème de la psychothérapie d’aujourd’hui », Psychothérapies, 3, 1981 pp. 167-174.
- Marguerite Charazac-Brunel, « 1 . Le désir de suicide comme symptôme d'une crise existentielle », dans Le suicide des personnes âgées, sous la direction de Marguerite Charazac-Brunel Toulouse, ERES, « L'âge et la vie - Prendre soin des personnes âgées et des autres », 2014, p. 21-32. Plan de l'article en ligne.
- Jean-François Coudreuse, « L'entrée en vieillesse : une nouvelle crise existentielle », dans Les Chaos du vieillissement, Toulouse, ERES, « Pratiques gérontologiques », 2003, p. 45-50. En ligne
- Elliott Jaques, « Mort et crise du milieu de la vie », in : Anzieu D. et al. Psychanalyse du génie créateur, Paris, Dunod, 1974, p. 277-305 [lire en ligne]